# Freestyleskiën op de Olympische Winterspelen 2022 - Skicross vrouwen
Het onderdeel skicross voor vrouwen tijdens de Olympische Winterspelen 2022 vond plaats op 17 februari 2022 in het Genting Snow Park nabij Peking. Regerend olympisch kampioene was de Canadese Kelsey Serwa.

## Tijdschema
| Datum                 | Lokale tijd | MET   | Ronde     |
| --------------------- | ----------- | ----- | --------- |
| donderdag 17 februari | 11:30       | 04:30 | Plaatsing |
| donderdag 17 februari | 14:00       | 07:00 | Finales   |

## Uitslag

### Plaatsingsronde
| Rang | Bib | Naam                 | Land            | Tijd    | Achterstand |
| ---- | --- | -------------------- | --------------- | ------- | ----------- |
| 1    | 5   | Sandra Näslund       | Zweden          | 1:15,21 | −           |
| 2    | 6   | Fanny Smith          | Zwitserland     | 1:17,06 | +1,85       |
| 3    | 8   | Daniela Maier        | Duitsland       | 1:17,63 | +2,42       |
| 4    | 10  | Hannah Schmidt       | Canada          | 1:18,07 | +2,86       |
| 5    | 1   | Marielle Thompson    | Canada          | 1:18,16 | +2,95       |
| 6    | 18  | Lucrezia Fantelli    | Italië          | 1:18,17 | +2,96       |
| 7    | 7   | Brittany Phelan      | Canada          | 1:18,17 | +2,96       |
| 8    | 11  | Courtney Hoffos      | Canada          | 1:18,28 | +3,07       |
| 9    | 13  | Talina Gantenbein    | Zwitserland     | 1:18,31 | +3,10       |
| 10   | 4   | Alexandra Edebo      | Zweden          | 1:18,49 | +3,28       |
| 11   | 14  | Sami Kennedy-Sim     | Australië       | 1:19,14 | +3,93       |
| 12   | 12  | Jole Galli           | Italië          | 1:19,20 | +3,99       |
| 13   | 22  | Saskja Lack          | Zwitserland     | 1:19,21 | +4,00       |
| 14   | 16  | Jekaterina Maltseva  | Russische ploeg | 1:19,45 | +4,24       |
| 15   | 21  | Natalia Sherina      | Russische ploeg | 1:19,49 | +4,28       |
| 16   | 3   | Jade Grillet-Aubert  | Frankrijk       | 1:19,54 | +4,33       |
| 17   | 20  | Elizaveta Ponkratova | Russische ploeg | 1:19,56 | +4,35       |
| 18   | 15  | Andrea Limbacher     | Oostenrijk      | 1:19,69 | +4,48       |
| 19   | 9   | Katrin Ofner         | Oostenrijk      | 1:19,95 | +4,74       |
| 20   | 24  | Johanna Holzmann     | Duitsland       | 1:20,95 | +5,74       |
| 21   | 23  | Christina Födermayr  | Oostenrijk      | 1:21,02 | +5,81       |
| 22   | 19  | Anastasia Tsjirtsova | Russische ploeg | 1:21,53 | +6,32       |
| 23   | 17  | Nikol Kučerová       | Tsjechië        | 1:21,96 | +6,75       |
| 24   | 25  | Ran Hongyun          | China           | 1:25,85 | +10,64      |
| 25   | 26  | Pu Rui               | China           | 1:30,01 | +14,80      |
| 26   | 2   | Alizée Baron         | Frankrijk       | DNS     | +20,00      |

### Finaleronde

#### Achtste finale
Achtste finale 1
| Rang | Bib | Naam                 | Land            | Opm. |
| ---- | --- | -------------------- | --------------- | ---- |
| 1    | 1   | Sandra Näslund       | Zweden          | Q    |
| 2    | 16  | Jade Grillet-Aubert  | Frankrijk       | Q    |
| 3    | 17  | Elizaveta Ponkratova | Russische ploeg |      |
|      |     |                      |                 |      |

Achtste finale 2
| Rang | Bib | Naam              | Land        | Opm. |
| ---- | --- | ----------------- | ----------- | ---- |
| 1    | 8   | Courtney Hoffos   | Canada      | Q    |
| 2    | 9   | Talina Gantenbein | Zwitserland | Q    |
| 3    | 24  | Ran Hongyun       | China       |      |
| 4    | 25  | Pu Rui            | China       |      |

Achtste finale 3
| Rang | Bib | Naam                | Land       | Opm. |
| ---- | --- | ------------------- | ---------- | ---- |
| 1    | 5   | Marielle Thompson   | Canada     | Q    |
| 2    | 12  | Jole Galli          | Italië     | Q    |
| 3    | 21  | Christina Födermayr | Oostenrijk |      |
|      |     |                     |            |      |

Achtste finale 4
| Rang | Bib | Naam             | Land        | Opm. |
| ---- | --- | ---------------- | ----------- | ---- |
| 1    | 4   | Hannah Schmidt   | Canada      | Q    |
| 2    | 20  | Johanna Holzmann | Duitsland   | Q    |
| 3    | 13  | Saskja Lack      | Zwitserland |      |
|      |     |                  |             |      |

Achtste finale 5
| Rang | Bib | Naam                | Land            | Opm. |
| ---- | --- | ------------------- | --------------- | ---- |
| 1    | 3   | Daniela Maier       | Duitsland       | Q    |
| 2    | 19  | Katrin Ofner        | Oostenrijk      | Q    |
| 3    | 14  | Jekaterina Maltseva | Russische ploeg |      |
|      |     |                     |                 |      |

Achtste finale 6
| Rang | Bib | Naam                 | Land            | Opm. |
| ---- | --- | -------------------- | --------------- | ---- |
| 1    | 11  | Sami Kennedy-Sim     | Australië       | Q    |
| 2    | 22  | Anastasia Tsjirtsova | Russische ploeg | Q    |
|      | 6   | Lucrezia Fantelli    | Italië          | DNF  |
|      |     |                      |                 |      |

Achtste finale 7
| Rang | Bib | Naam            | Land      | Opm. |
| ---- | --- | --------------- | --------- | ---- |
| 1    | 7   | Brittany Phelan | Canada    | Q    |
| 2    | 10  | Alexandra Edebo | Zweden    | Q    |
| 3    | 23  | Nikol Kučerová  | Tsjechië  |      |
|      | 26  | Alizée Baron    | Frankrijk | DNS  |

Achtste finale 8
| Rang | Bib | Naam             | Land            | Opm. |
| ---- | --- | ---------------- | --------------- | ---- |
| 1    | 2   | Fanny Smith      | Zwitserland     | Q    |
| 2    | 18  | Andrea Limbacher | Oostenrijk      | Q    |
| 3    | 15  | Natalia Sherina  | Russische ploeg |      |
|      |     |                  |                 |      |

#### Kwartfinales
Kwartfinale 1
| Rang | Bib | Naam                | Land        | Opm. |
| ---- | --- | ------------------- | ----------- | ---- |
| 1    | 1   | Sandra Näslund      | Zweden      | Q    |
| 2    | 8   | Courtney Hoffos     | Canada      | Q    |
| 3    | 9   | Talina Gantenbein   | Zwitserland |      |
| 4    | 16  | Jade Grillet-Aubert | Frankrijk   |      |

Kwartfinale 2
| Rang | Bib | Naam              | Land      | Opm. |
| ---- | --- | ----------------- | --------- | ---- |
| 1    | 5   | Marielle Thompson | Canada    | Q    |
| 2    | 4   | Hannah Schmidt    | Canada    | Q    |
| 3    | 12  | Jole Galli        | Italië    |      |
| 4    | 20  | Johanna Holzmann  | Duitsland |      |

Kwartfinale 3
| Rang | Bib | Naam                 | Land            | Opm. |
| ---- | --- | -------------------- | --------------- | ---- |
| 1    | 11  | Sami Kennedy-Sim     | Australië       | Q    |
| 2    | 3   | Daniela Maier        | Duitsland       | Q    |
| 3    | 19  | Katrin Ofner         | Oostenrijk      |      |
| 4    | 22  | Anastasia Tsjirtsova | Russische ploeg |      |

Kwartfinale 4
| Rang | Bib | Naam             | Land        | Opm. |
| ---- | --- | ---------------- | ----------- | ---- |
| 1    | 2   | Fanny Smith      | Zwitserland | Q    |
| 2    | 7   | Brittany Phelan  | Canada      | Q    |
| 3    | 18  | Andrea Limbacher | Oostenrijk  |      |
| 4    | 10  | Alexandra Edebo  | Zweden      |      |

#### Halve finales
Halve finale 1
| Rang | Bib | Naam              | Land   | Opm. |
| ---- | --- | ----------------- | ------ | ---- |
| 1    | 1   | Sandra Näslund    | Zweden | Q    |
| 2    | 5   | Marielle Thompson | Canada | Q    |
| 3    | 4   | Hannah Schmidt    | Canada |      |
| 4    | 8   | Courtney Hoffos   | Canada |      |

Halve finale 2
| Rang | Bib | Naam             | Land        | Opm. |
| ---- | --- | ---------------- | ----------- | ---- |
| 1    | 3   | Daniela Maier    | Duitsland   | Q    |
| 2    | 2   | Fanny Smith      | Zwitserland | Q    |
| 3    | 7   | Brittany Phelan  | Canada      |      |
| 4    | 11  | Sami Kennedy-Sim | Australië   |      |

#### Finales
Kleine finale
| Rang | Bib | Naam             | Land      | Opm. |
| ---- | --- | ---------------- | --------- | ---- |
| 5    | 7   | Brittany Phelan  | Canada    |      |
| 6    | 8   | Courtney Hoffos  | Canada    |      |
| 7    | 4   | Hannah Schmidt   | Canada    |      |
| 8    | 11  | Sami Kennedy-Sim | Australië |      |

Grote finale
| Rang   | Bib | Naam              | Land        | Opm. |
| ------ | --- | ----------------- | ----------- | ---- |
| Goud   | 1   | Sandra Näslund    | Zweden      |      |
| Zilver | 5   | Marielle Thompson | Canada      |      |
| Brons  | 3   | Fanny Smith       | Zwitserland |      |
| Brons  | 2   | Daniela Maier     | Duitsland   |      |